# Chiến thuật quân sự
Chiến thuật quân sự là các biện pháp tổ chức và sử dụng lực lượng chiến đấu nhằm đánh bại quân đội đối thủ trên chiến trường. Chiến thuật quân sự được sáng tạo và áp dụng trong chiến tranh bởi nhu cầu thực tiễn của hoạt động chiến đấu, và đáp ứng sự thay đổi liên tục của thực tiễn đó.
Những thay đổi trong lý luận và kỹ thuật quân sự theo thời gian được phản ánh trong những thay đổi chiến thuật quân sự.
Các chiến thuật chuyên sâu áp dụng cho các tình huống, đa dạng từ việc bảo vệ một căn phòng hay một tòa nhà, cho đến các chiến dịch quy mô lớn như giành ưu thế trên không ở một khu vực, v.v... Ngày nay, chiến thuật quân sự được sử dụng ở mọi cấp độ chỉ huy, từ cá nhân, nhóm cho đến toàn thể các lực lượng vũ trang. Các đơn vị được sử dụng trong chiến tranh, xung đột luôn phản ánh các chiến thuật quân sự đương thời và cả quy mô cùng sự kết hợp của chúng cũng thay đổi theo đó.
Bước trung gian giữa chiến thuật quân sự (cấp chiến thuật) và chiến lược quân sự (cấp chiến lược) là nghệ thuật chiến dịch (cấp chiến dịch). Giai đoạn trung gian này là sự chuyển hóa và kết nối của việc đạt được các mục tiêu chiến thuật để dẫn đến mục tiêu lớn cuối cùng là mục tiêu chiến lược.

## Vị trí
Về cấp độ, trong khoa học quân sự, chiến thuật là cấp thấp nhất trong các cấp độ chiến tranh, cấp độ cao nhất là chiến lược quân sự. Chiến thuật quân sự thường là cách thức chiến đấu ở cấp độ trận đánh.
Chiến thuật quân sự là những vấn đề chiến đấu trên chiến trường, đó là cách điều động các đơn vị trong trận đánh trên mặt đất. Chiến thuật quân sự khác với chiến lược quân sự là những biện pháp, kế hoạch chung nhằm giành lấy chiến thắng hoặc lợi thế lâu dài, và khác với nghệ thuật chiến dịch - một cấp độ trung gian mà mục đích là cụ thể hóa chiến lược thành chiến thuật.
Thống chế Anh Bernard Montgomery lý giải khác biệt chiến thuật quân sự so với chiến lược quân sự như sau:
Chiến lược quân sự là nghệ thuật phân phối và áp dụng các phương tiện quân sự, cũng như lực lượng vũ trang và vật tư, để hoàn thành mục đích của chính sách. Chiến thuật quân sự có nghĩa là bố trí và kiểm soát các lực lượng và kỹ thuật quân sự trong chiến đấu thực tế. Một cách ngắn gọn: chiến lược quân sự là nghệ thuật tiến hành chiến tranh, chiến thuật quân sự là nghệ thuật chiến đấu.
Về phạm vi, chiến thuật quân sự được sử dụng một cách đa dạng tùy theo loại quân đội chuyên chiến đấu trong môi trường chiến tranh khác nhau: đất, biển, trời,...với các chiến thuật cụ thể của bộ binh, thiết giáp, kỵ binh, pháo binh, hải quân, không quân,....

## Vai trò
Chiến thuật quân sự được sử dụng xuất phát từ nhu cầu thực tiễn trong chiến đấu:
- Sử dụng một cách hiệu quả nguồn lực quân sự hiện có, thường là nguồn lực hạn chế: quân số, vũ khí, hậu cần quân sự,...
- Sử dụng nguồn lực cho chiến tranh với thời gian giới hạn.
- Giảm thiểu tối đa khả năng thiệt hại.
- Nắm thế thượng phong, đánh bại đối thủ và giành lấy chiến thắng.

## Đặc điểm
Chiến thuật quân sự có tính linh hoạt hơn chiến lược quân sự, dễ dàng điều chỉnh, thay đổi trong quá trình chiến đấu. Khi tình huống chiến đấu bất lợi, chiến thuật hiện tại thiếu hiệu quả, chiến thuật chiến đấu sẽ được thay đổi. Thông thường là đáp ứng chiến thuật tấn công của quân đội đối phương.
Sự thay đổi của công nghệ vũ khí theo các thời kỳ lịch sử dẫn đến sự thay đổi trong việc tổ chức và trang bị quân đội, từ đó dẫn đến sự thay đổi trong cách thức tiến hành chiến tranh mà cụ thể là sự thay đổi trong chiến thuật quân sự. Một điển hình, chiến thuật kỵ binh đã không còn được sử dụng bởi việc loại bỏ kỵ binh ra khỏi chiến tranh hiện đại. Tuy nhiên, những chiến thuật của nó có thể được tham chiếu cho việc xây dựng và phát triển chiến thuật các lực lượng mới như tăng-thiết giáp.
Chiến thuật quân sự được sáng tạo và sử dụng trong một điều kiện và hoàn cảnh cụ thể. Các quốc gia nằm trong vùng có điều kiện tự nhiên khác biệt sẽ có sự khác biệt về cách thức tổ chức quốc phòng, bao gồm các chiến lược quân sự, chiến thuật quân sự liên quan phòng thủ, phản công hay tấn công. Chiến thuật quân sự hiệu quả nhất luôn thích ứng với môi trường hình thành của nó.
Chiến thuật quân sự không chỉ bị chi phối bởi điều kiện tự nhiên, mà còn chịu sự chi phối bởi điều kiện kinh tế-xã hội. Chẳng hạn, quân kháng chiến ở các thuộc địa chống lại quân đội phương Tây vốn hùng mạnh hơn thường chọn lựa các chiến thuật phù hợp với sự yếu kém của mình về vật chất, như vũ khí và phương tiện chiến tranh,...
Trong việc thực thi chiến đấu trên chiến trường, trong một trận đánh cụ thể, quân đội có thể sử dụng một chiến thuật quân sự, nhưng thông thường luôn có sự sử dụng nhiều chiến thuật quân sự trong cùng một trận đánh. Chúng được vận dụng một cách trình tự hoặc kết hợp. Một ví dụ điển hình là các trận chiến trên sông Bạch Đằng trong lịch sử Việt Nam, ban đầu quân Việt sẽ tấn công thu hút thủy quân đối phương rồi sử dụng chiến thuật giả vờ rút lui để dẫn dụ họ theo đuổi nhằm đánh một trận đánh với chiến thuật phục kích, khi quân đội đối phương rơi vào bẫy định sẵn của trận địa cọc sắt, thuyền chiến của họ bị đâm thủng, chiến thuật dùng cọc gỗ với đầu bọc sắt là chiến thuật thủy chiến đặc trưng, độc đáo trong lịch sử quân sự Việt Nam.

## Phân loại

### Theo môi trường và lực lượng
- Chiến thuật không quân
- Chiến thuật hải quân
- Chiến thuật bộ binh
- Chiến thuật pháo binh
- Chiến thuật đơn vị cơ giới

### Theo tình thế chiến đấu
- Tấn công
- Phòng thủ
- Phản công
- Rút lui
- Án binh

### Cấp độ chiến đấu cá nhân
Là cấp độ nhỏ nhất của chiến thuật quân sự, phản ánh qua khả năng chiến đấu của từng người lính:
- Cách thức di chuyển

Tối cần thiết là đánh được đối phương trước khi đối phương đánh trả. Có nghĩa là phải hành động nhanh hơn đối thủ. Điều này liên quan quá trình đào tạo huấn luyện thường xuyên trong việc di chuyển nhanh. Tốc độ cũng liên quan việc xử lý tình huống, phản xạ và thực thi nhanh chóng các mệnh lệnh từ sĩ quan chỉ huy.
- Cách bắn

Chiến thuật bắn ở cấp độ cá nhân rất đa dạng, được đào tạo để chiến đấu một mình hoặc bắn cùng đồng đội: như bắn lần lượt, bắn chéo, bắn nhiễu các loại súng,...cũng như các cách cận chiến bằng vũ khí thô sơ như lưỡi lê, dao găm,...và sử dụng các loại vũ khí cá nhân khác.
Kỹ năng bắn càng chính xác càng tốt để có thể đánh trúng đối phương trong khi đối phương còn ở ngoài tầm tấn công là kỹ năng cơ bản của người lính. Nếu có thể đánh trúng đối phương ở tầm xa là một lợi thế lớn. Điều này liên quan khả năng đào tạo tập bắn, và cũng phụ thuộc và chủng loại súng cầm tay cá nhân được trang bị.
- Tự bảo vệ và bảo vệ đồng đội

Các kỹ năng bảo vệ được áp dụng cho từng chiến binh. Huấn luyện tự bảo vệ trên chiến trường cũng quan trọng như huấn luyện sử dụng vũ khí hiệu quả, trước hết là khả năng ngụy trang. Ngụy trang quân sự là chiến thuật tự vệ cơ bản trong quân sự, nhằm tránh việc phát hiện của quân địch. Đồng thời, cá nhân trong quá trình chiến đấu luôn quan sát và chú ý mọi hướng để bảo vệ đồng đội.

### Cấp độ chiến đấu theo đơn vị
- Đội hình chiến thuật

Đây là cách tổ chức, sắp xếp các đơn vị quân đội trong việc triển khai chiến đấu trên chiến trường.
- Cơ động

Một trong những cách tốt nhất để xuyên thủng chiến tuyến hoặc vây hãm đối phương là sử dụng các phương tiện vận chuyển. Trong lịch sử, phương tiện vận chuyển cơ bản là ngựa. Ngày nay, xe tăng, các phương tiện thiết giáp chở lính, máy bay trực thăng và máy bay thả dù được huy động. Những phương tiện này cho phép binh lính bao vây hoặc vòng ra phía sau đối phương, tiếp cận các lực lượng từ phía sau trong khi khối quân cơ bản vẫn đang tấn công trực diện.
Các phương tiện vận chuyển luôn tốn kém hơn là xây dựng lực lượng bộ binh, vì thế, các lực lượng cơ động cao chỉ chiếm một phần trong tổng số quân đội. Ban đầu, phương tiện cơ động được xem là chỉ phục vụ mục đích di chuyển và trinh sát nhưng về sau càng quan trọng trong tác chiến. Tính hữu dụng của những đội quân này là ở tính cơ động và với trường hợp cơ động trên mặt đất, chúng nhanh chóng xuyên thủng chiến tuyến đối phương, áp đảo, chia cắt và tiến ra phía sau kẻ thù. Xe tăng hiện đại được sử dụng gần giống như kỵ binh trong việc tạo nên tính cơ động khi tấn công.
- Bảo vệ đơn vị

Trên chiến trường, việc bảo vệ hiển nhiên là rất cần thiết. Có một số biện pháp bảo vệ là để quân đội:
1. Ngoài tầm tấn công của đối phương, như sử dụng cảnh báo và quấy rối.
2. Mang giáp có thế chống đỡ được vũ khí đối phương ở một mức độ nào đó. Xe tăng là một ví dụ về hình thức giáp bảo vệ
3. Xây dựng đồn lũy, tường, hào, bãi mìn,... ngăn cản đối phương và phòng thủ chống lại vũ khí đối phương.
4. Sử dụng các đội bảo vệ trong khi đội chủ lực đang tấn công, ở cấp đơn vị lớn hơn như là Lực lượng vòng ngoài.

- Phối hợp

Tác chiến của các đội nhóm hoặc lớn hơn là đơn vị binh chủng có thể sẽ không rời rạc đơn thuần từng đơn vị mà có sự phối hợp tác chiến nhiều binh chủng như bộ binh, pháo binh, xe tăng,...hoặc nhiều quân chủng như không quân, hải quân,...trong cùng một lúc. Hình thức tác chiến phối hợp còn được gọi là tác chiến hiệp đồng binh chủng. Nhiều quân đội xây dựng các đơn vị hỗn hợp, hay còn gọi là lực lượng kết hợp.
- Tấn công

Phương cách tấn công trong quân sự đã liên tục thay đổi theo thời gian cùng với sự phát triển của vũ khí, phương tiện chiến tranh. Sự phát triển đó đã dẫn đến sự thay đổi sâu sắc toàn diện việc chiến đấu, làm thay đổi diện mạo chiến tranh cùng chiến thuật quân sự của nó.
Các hình thức tấn công ban đầu là các đạo quân sử dụng vũ khí gươm, kiếm, giáo, thương, phát triển lên cung tên, nỏ, súng hỏa mai,...từng bước thay thế bởi các kiểu súng trường nhanh hơn, rồi đến súng máy, đại bác hiện đại, sức mạnh tấn công của đơn vị quân sự tăng dần cùng với sự ứng dụng các vũ khí mạnh hơn. Các phương tiện, vũ khí cũng có khả năng tác chiến ở khoảng cách lớn như đại bác tầm xa, có khả năng di chuyển linh hoạt như pháo tự hành, tấn công ở tầm xa và mức công phá lớn hơn như tên lửa hay máy bay ném bom.
Các đơn vị quân đội có chiến thuật khác nhau theo tính năng mà họ được tổ chức cùng trang bị, có các tùy chọn sử dụng ở địa bàn chiến tranh khác nhau, và phối hợp chiến thuật cùng nhau.

## Danh sách
Bài chi tiết: Danh sách các chiến thuật quân sự